# Louise Ørnstedt
Louise Ørnstedt (ur. 23 marca 1985 w Odense) – duńska pływaczka, dwukrotna olimpijka. Specjalizowała się w stylu grzbietowym.
Startowała na Letnich Igrzyskach Olimpijskich 2000 w Sydney oraz Letnich Igrzyskach Olimpijskich 2004 w Atenach. Najlepszy rezultat osiągnęła na olimpiadzie w Grecji, gdzie w wyścigu na 200 metrów stylem grzbietowym zajęła 6. miejsce.
Wicemistrzyni świata z 2003 roku na 100 metrów stylem grzbietowym oraz dwukrotna mistrzyni Europy na krótkim basenie z 2004 i 2005 roku.